# Eucladoceros dicranios
Eucladoceros dicranios és una espècie extint de mamífers remugants de la família dels cèrvids que visqué durant el Pliocè i el Plistocè a Europa.
És l'espècie més coneguda del gènere Eucladoceros. Se n'han trobat cranis espectaculars a Valdarno.